# Comitatul Oneida, New York
Oneida County, New York (Comitatul Oneida) este situat în statul federal american New York. In anul 2000 comitatul avea o populație de 235.469 de locuitori cu o densitate de 75 loc/km². Centrul adminitrativ este în Utica.

## Orașe și comune
| - Annsville (oraș) - Augusta (oraș) - Ava (oraș) - Barneveld (sat) - Boonville (oraș) - Boonville (sat) - Bridgewater (oraș) - Bridgewater (sat) - Camden (oraș) - Camden (sat) - Clark Mills - Clayville (sat) - Clinton (sat) - Deerfield (oraș) - Florence (oraș) - Floyd (oraș) - Forestport (oraș) - Holland Patent (sat) - Kirkland (oraș) - Lee (oraș) | - Marcy (oraș) - Marshall (oraș) - New Hartford (sat) - New Hartford (oraș) - New York Mills (sat) - Oneida Castle (sat) - Oriskany (sat) - Oriskany Falls (sat) - Paris (oraș) - Prospect (sat) - Remsen (sat) - Remsen (oraș) - Rome (city) - Sangerfield (oraș) - Sherrill (city) - Steuben (oraș) | - Sylvan Beach (sat) - Trenton (oraș) - Utica (city) - Vernon (sat) - Vernon (oraș) - Verona (oraș) - Vienna (oraș) - Waterville (sat) - Western (oraș) - Westmoreland (oraș) - Whitesboro (sat) - Whitestown (oraș) - Yorkville (sat) |

## Demografie
|  | Graficele sunt indisponibile din cauza unor probleme tehnice. Mai multe informații se găsesc la Phabricator și la wiki-ul MediaWiki. |

Date: Wikidata - grafică realizată de Wikipedia